# Bais (Filipiny)
Bais – miasto na Filipinach, położone w regionie Środkowe Visayas, w prowincji Negros Oriental, na wyspie Negros.